# خواباد
خواباد روستایی است در شهرستان بروجرد در استان لرستان. این روستا در دهستان شیروان در بخش مرکزی این شهرستان قرار دارد.

## جمعیت
بنابر سرشماری مرکز آمار ایران، جمعیت این روستا در سال ۱۳۸۵، برابر با ۳۴ نفر بوده‌است که از این میان ۱۸ نفر مرد و بقیه زن بوده‌اند. خواباد ۹ خانوار جمعیت دارد.